# Sólyom Katalin
Sólyom Katalin (Budapest, 1940. március 18. –) Jászai Mari- és Aase-díjas magyar színésznő, a Pécsi Nemzeti Színház örökös tagja.

## Pályafutása
Sikertelenül felvételizett a Színművészeti Főiskolára, azzal tanácsolták el, hogy hangja alkalmatlan a színpadra. Az ELTE kémia-fizika szakán 1964-ben szerzett diplomát. Másodéves hallgatóként alapító tagja volt az Universitas Együttesnek, itt kezdődött amatőr színészi pályafutása. Az egyetem elvégzése után a Gondolat Könyvkiadónál dolgozott, mint kémia-fizika szakos lektor, de továbbra is játszott az Universitas Együttesben.
1968-ban a Pécsi Nemzeti Színház szerződtette. Gyakorló színészként 1981-ben végezte el a Színház- és Filmművészeti Főiskolát. A pécsi színházi és művészeti élet kiemelkedő alakja, a határokon túl is emlékezetesek verses estjei, énekes-verses gyermekműsorai és a Szélkiáltó Együttessel való fellépései. A Versmondó Pedagógusok Műhelyének vezetője, tanít a Pécsi Tudományegyetem zeneművészeti tagozatán és a Füsti Molnár Éva Színitanodában.

## Főbb színpadi alakításai
A Színházi adattárban regisztrált bemutatóinak száma: 136. Ugyanitt tíz színházi fotón is látható.
- Spiró György: Az imposztor (Hrehorowiczówna - Pernelle)
- García Lorca: Yerma (Yerma)
- Csokonai: Özvegy Karnyóné (Karnyóné)
- Móricz Zsigmond: Légy jó mindhalálig (Nyilas Misi)
- Örkény István: Macskajáték (Egérke)
- Shakespeare: Hamlet (Gertrúd)
- Vörösmarty: Csongor és Tünde (Mirigy)
- Spiró György: Csirkefej (Vénasszony)
- Ken Kesey: Száll a kakukk fészkére (Ratsched)
- Peter Shaffer: Equus (Dora Stang)
- Joseph Kesselring: Arzén és Levendula (Márta)
- Szirmai Albert: Mágnás Miska (nagymama)
- Georges Feydeau: Osztrigás Mici (Petiponné)
- Tom Ziegler: Grace és Gloria (Grace)

## Filmjei
- Álmodozások kora (1964)
- Apa (1966)
- Szerelmesfilm (1970)
- Sárika, drágám (1971)
- Tűzoltó utca 25. (1973)
- Mephisto (1981)
- Édes Emma, drága Böbe - vázlatok, aktok (1992)
- A napfény íze (1999)
- Universitas (2004)
- Zanox – Kockázatok és mellékhatások (2022)

## Díjai
- Ifjúsági díj (1980)
- Pro Theatro díj (1984)
- Jászai Mari-díj (1985)[5]
- Aase-díj (1989)
- Közművelődési és Közoktatási díj
- A Pécsi Nemzeti Színház örökös tagja
- Pécs díszpolgára (2010)
- Pro Civitate díj (2010)
- Szendrő József-díj (2016)
- Tüke-díj (2017)[6]

## Főbb művei
- Egyedül a pódiumon (1975)
- Sötétben nem látok aludni (szerk.1987)
- Örök magyar versek (szerk.1994)

## Külső hivatkozások
- Sólyom Katalin a PORT.hu-n (magyarul)
- Sólyom Katalin az Internet Movie Database-ben (angolul)